# Alexgeorgea ganopoda
Alexgeorgea ganopoda là một loài thực vật có hoa trong họ Restionaceae. Loài này được L.A.S.Johnson & B.G.Briggs mô tả khoa học đầu tiên năm 1990.